# Come Closer (album)
A Come Closer Tarkan első angol nyelvű albuma, mely 2006. április 7-én jelent meg az Urban kiadó (Universal Records) kiadásában Európában. Az album két dalához készült videóklip, ezek a Bounce és a Start the Fire.

## Felvételek
Hivatalos tracklista:
- 1: Just Like That – 3:39
- 2: In Your Eyes – 3:35
- 3: Why Don't We (Aman Aman) (featuring Wyclef Jean) – 3:49
- 4: Mine – 3:19
- 5: Over – 4:22
- 6: Start the Fire – 3:26
- 7: Shhh (I Wanna Hear Love Speak) – 3:34
- 8: Bounce – 3:45
- 9: Come Closer – 4:17
- 10: Don't Leave Me Alone – 4:06
- 11: Shikidim – 3:55
- 12: I'm Gonna Make U Feel Good – 3:57
- 13: Mass Confusion – 4:10
- 14: Touch – 4:17
- 15: If Only You Knew – 3:24

### Kislemezek
- Bounce
- Start the Fire

## Album információ
- Producer: Tarkan
- Mix: Dexter Simmons
- Mastering: Eddie Schreyer
- Stúdió: Pacifique Studios, Oasis Studios (Los Angeles)
- FényKép: Tamer Yılmaz
- Fodrász: Yıldırım Özdemir
- Smink: Neriman Eroz
- Grafika: Marc Schilkowski

## Kritika
Allmusic 
A Come Closer Tarkan első angol nyelvű albuma, miután évek óta Madonna-szintű sztárságot élvez szülőhazájában, Törökországban. Jól megtervezett, kisfiús kinézetével, soul-os hangjával, fülbemászó, ravasz dallamaival Tarkan zenéje úgy jön át, mintha ő lenne a török Justin Timberlake. A Come Closer legjobb részein, különösen az első kislemezként megjelent Bounce-ban és a fülbemászó Why Don't We (Aman Aman)-ban (mely Wyclef Jean közreműködésével lesz teljes), Tarkannak sikerült megtalálnia a kényes egyensúlyt a krémes dance-pop legjava és a nyálas limonádé-giccs között. Néhany dal azonban túlságosan is kibillent ebből az egyensúlyból, mint például az irritáló start The Fire vagy a hiperaktív, Black Eyed Peas-stílusú Don't Leave Me Alone, de az olyan dalokkal, mint a kígyózóan elektro-hastáncos Shikidim vagy az álmodozó-szerelmes címadó dal, Tarkan jó úton jár. Ahogy az Shakira angol nyelvű Laundry Service albumával is megesett, régi rajongók és nemzeti érzelmű hippik háboroghatnak ugyan azon, hogy mennyire elamerikanizálódott ez a kereskedelmi dance-pop, de a műfaj rajongói így is sok kedvükre való dolgot találhatnak ezen az albumon.
Lemezajánló.hu 
A Come Closer izgalmas, napjaink zenei színvonalát abszolút tartó, helyenként megelőző felvételek gyűjteménye, helyenként egy kis Ricky Martin-os, vagy éppen George Michael-es beütéssel. Az új rajongók kedvéért erre a lemezre is feltették újrakeverve az 1999-es nagy slágert, a Shikidam-ot, gondolom én azok kedvéért, akiknek akkor még belelógott a kezük a bilibe
.

### Tarkan az albumról
Minden energiámat belefektettem. Hiszem, hogy mindent megtettem, amit csak tudtam, ezért szeretném a listák csúcsán látni. Szerintem nagyon színes album lett. (…) A török albumaim jók voltak, elismerem, de égett bennem egy vágy a kiteljesedésre, hogy nekem az a sorsom, hogy nagyobb dolgokra legyek hivatott. Amikor az MTV listáit nézegettem, azt mondogattam magamnak, kell hogy legyen ott számomra hely, hittem, hogy megvan bennem a lehetőség. Mindenki körülöttem ezt mondogatta, Ahmet Ertegün, Arif Mardin, fontos emberek.